# Пименова, Лидия Васильевна
Лидия Васильевна Пименова (1903 год, Сарапул — 1984) — старший научный сотрудник Карабалыкской областной сельскохозяйственной опытной станции, Кустанайская область, Казахская ССР. Герой Социалистического Труда (1966). Заслуженный агроном Казахской ССР. Кандидат сельскохозяйственных наук.
В 50-60-х годах — старший научный сотрудник, директор Карабалыкской сельскохозяйственной опытной станции. Занималась селекцией пшеницы. Под её руководством были выведены сорта яровой мягкой «Жана-Кызыл» и твёрдой «Кустанайская −14», которые широко использовались во время освоения целинных земель в Кустанайской области. Указом Президиума Верховного Совета СССР от 23 июня 1966 года удостоена звания Героя Социалистического Труда с вручением ордена Ленина и золотой медали «Серп и Молот».